# Умерена клима
Умерена клима је клима умерених појасева северне и јужне полулопте, између 40 и 65 степени сгш и 42 и 58 степени јгш. Налази се под директним утицајем западних ветрова. Карактерише је смена свих годишњих доба, велика температурна амплитуда и значајна количина падавина која се креће у распону од 1000–2000 mm (ивични делови) до 100–200 mm (унутрашњи делови континента). Најтипичнији представници су континентална и умереноконтинентална клима.
У умереној клими, не само да географске ширине утичу на промене температуре, већ и морске струје, преовлађујући смер ветра, континенталност (колика је копнена маса) и надморска висина такође обликују умерену климу.
Кепенова класификација климе дефинише климу као „умерену“ када је средња температура изнад −3 °C (26,6 °F), али испод 18 °C (64,4 °F) у најхладнијем месецу. Међутим, друге климатске класификације постављају минимум на 0 °C (32,0 °F).

## Зоне и климе
Северна умерена зона се протеже од северног повратника (приближно 23,5° северне географске ширине) до Арктичког круга (приближно 66,5° северне географске ширине). Јужни умерени појас протеже се од јужног повратника (приближно 23,5° јужне географске ширине) до Антарктичког круга (на приближно 66,5° јужне географске ширине).
У неким класификацијама климе, умерени појас се често дели на неколико мањих климатских зона, на основу месечних температура, најхладнијег месеца и падавина. То укључује влажну суптропску климу, медитеранску климу, океанску и континенталну климу.

### Суптропи
Ово су климе које се обично налазе према екваторијалнијем делу умереног појаса између 23,5° и 35° северно или јужно, и стога су много више под утицајем тропских крајева него било који други тип умерене климе, обично са топлијим температурама током године, дужим летом и благом, кратком зимом. Падавине које се смрзавају су ретке у овом делу умереног појаса.
Током зимског солстиција унутар овог опсега географске ширине, сунце се још увек диже на надморској висини између 31,5 и 43 степена изнад хоризонта, што доприноси топлијим зимама, али не достиже сасвим зенит (директно изнад главе) на летњем солстицију, отуда дефиниција да се налази унутар умереног појаса.

#### Влажна суптропска () и монсунска суптропска ()
Влажна суптропска клима углавном има дуга, топла и влажна лета са конвективним пљусковима лети и врхунцем сезонских падавина у најтоплијим месецима. Зиме су обично благе у влажним суптропима, а топле океанске струје се обично налазе у приобалским областима са влажном суптропском климом. Ова врста климе се обично налази дуж доњих источних обала континената, као што су југоисточна и централна Аргентина, Уругвај и јужно од Бразила, југоисточни делови источне Азије, јужне Сједињене Државе, Јужна Африка, Етиопија и источна Аустралија. У неким областима са влажном суптропском климом (најчешће југоисточна Кина и северна Индија), постоји још оштрија влажно-сушна сезона, која се назива суптропски монсун или Cwa. У овим регионима су зиме прилично суве, а лета имају веома обилне падавине. Нека Cwa подручја у јужној Кини пријављују више од 80% годишњих падавина у 5 најтоплијих месеци (југозападни монсун).

#### Медитеранска (,)
Медитеранска клима, за разлику од влажне суптропске и монсунске климе, има суво лето, са падавинама зими и хладнијим месецима. Јављају се углавном на западним ивицама и обалама континената и омеђене су сушним пустињама на њиховим екваторским странама које узрокују сушну сезону лета и океанском климом на странама окренутим према половима на које утичу хладне океанске струје и ваздушне масе које доносе зимске падавине. Пет главних медитеранских региона света су Средоземни басен у северозападној Афроевроазији, обалска Калифорнија у Сједињеним Државама, југозапад Аустралије, Западни рт Јужне Африке и јужна и југозападна обала Чилеа.

#### Суптропска висораван ()
Ово су варијанте суптропске климе које се налазе на висоравнима или планинским системима на великим надморским висинама, било у тропима или суптропима. Оне имају карактеристично благе температуре током целе године, са четири годишња доба у суптропима и без обележених годишњих доба у тропима, при чему последње обично остају благе до хладних током већег дела године.

### Средње географске ширине
Ове климе се јављају у средњим географским ширинама, између приближно 23,5° и 66,5° северно, и 23° и 66,5° јужно, и оне су са најравномернијим утицајем од екватора и полова, и у највећој мери су прототипичне умерене климе са типичним јасан образац за четири годишња доба. У њима температуре остају релативно хладне током већег дела године, за разлику од благих и топлих у суптропима и хладних у субполарној зони.

#### Океанска ()
Океанску климу ствара копнени ток од хладних океана високих географских ширина ка њиховом западу. Ово узрокује да клима има хладна лета и хладне (али не хладне) зиме, као и релативну влажност и падавине равномерно распоређене током године. Ове климе су често облачне, и прилично су блаже зими и лети у поређењу са другим умереним климама. Годишње падавине су распоређене током целе године. Региони са овом климом укључују северозападну Европу, северозапад Северне Америке, југоисточну и југозападну Јужну Америку, југоисточну Аустралију и већи део Новог Зеланда.

### Субполарна зона
Ово су умерене климе које се у поређењу са суптропима налазе на ивици умереног појаса ка полу. Због тога и даље имају четири приметна годишња доба, укључујући и једно топлије, али су далеко више под утицајем поларних зона него било које друге осим веома поларних клима (клима тундре и ледене капе).

#### Субполарна океанска ()
Области са субполарном океанском климом карактеришу океанску климу, али се обично налазе ближе поларним регионима. Као резултат њихове локације, ови региони имају тенденцију да се налазе на хладном крају океанске климе. Снежне падавине су овде чешће него у другим океанским климама. Субполарне океанске климе су мање склоне температурним екстремима од субарктичке или континенталне климе, са блажим зимама од ових клима. Ова варијанта океанске климе налази се у деловима приобалног Исланда, Фарских острва, делова Шкотске, северозападних обалских подручја Норвешке, као што су Лофоти, а на неким острвима досеже до 70° северно, висоравни близу обале југозападне Норвешке, Алеутским острвима Аљаске и северним деловима аљаског Панхандла, неким деловима јужне Аргентине и Чилеа (мада се већина региона још увек класификује као континентални субантарктик), и неколико планинских области Тасманије, аустралијских и јужних Алпа/Ка Тиритири о те Моана. Ова врста климе се чак налази у веома удаљеним деловима Папуанског горја у Индонезији. Класификација која се користи за овај режим је Cfc. У већини поморских области погођених овим режимом, температуре изнад 20 °C (68 °F) су екстремни временски догађаји, чак и усред лета. Температуре изнад 30 °C (86 °F) су забележене у ретким приликама у неким областима ове климе, а зими температуре до -20 °C (−4 °F) су ретко забележене у неким областима.

## Људски аспекти

### Демографија, фауна и флора
Велика већина светске људске популације живи у умереним зонама, посебно на северној хемисфери, због веће површине копна. Највећи описани број таксона у умереном региону налази се у јужној Африци, где је описано око 24.000 таксона (врста и инфраспецифичних таксона), али аутохтона фауна и флора овог региона нема велики културни значај за већину људске популације света која живи у умереним зонама северне хемисфере, већ има само еколошки значај.

### Пољопривреда
Пољопривреда је пракса великих размера у умереним регионима (осим бореалних/субарктичких региона) због обилних падавина и топлих лета, јер се већина пољопривредних активности одвија у пролеће и лето, хладне зиме имају мали утицај на пољопривредну производњу. Екстремне зиме или лета имају огроман утицај на продуктивност пољопривреде.

### Урбанизација
Умерени региони имају већину светског становништва, што доводи до великих градова. Постоји неколико фактора зашто се клима великих градских предела разликује од климе руралних подручја. Један фактор је јачина стопе упијања грађевинских објеката и асфалта, која је већа од природног земљишта. Други значајни фактор је сагоревање фосилних горива из зграда и возила. Ови фактори су довели до тога да је просечна клима градова топлија од околних подручја.